# Вури (департамент)
Вури (фр. Wouri) — один из 4 департаментов Прибрежного региона Камеруна. Находится в центрально-западной части региона, занимая площадь в 923 км².
Административным центром департамента является город Дуала (фр. Douala). Омывается Биафрским заливом и эстуарием реки Вури. Граничит с департаментами: Фако (на западе), Мунго (на севере), Нкам (на северо-востоке) и Санага-Маритим (на востоке и юге).

Департамент Вури на карте Прибрежного региона

## Административное деление
Департамент Вури подразделяется на 2 коммуны:
1. Дуала (фр. Douala)
2. Манока (фр. Manoka)